# Leószilárdit
A leószilárdit ritka, urántartalmú karbonátásvány, amelyet 2015-ben fedeztek fel az Amerikai Egyesült Államokban, Utah állam Red Canyon körzetének Markey-bányájában. Nevét Szilárd Leó magyar származású fizikus tiszteletére kapta, aki jelentős szerepet játszott az atomenergia kutatásában. 

## Elnevezése
A leószilárdit elnevezése Szilárd Leó (angolul Leó Szilárd) előtt tiszteleg, aki az uránnal kapcsolatos kutatásai révén vált világhírűvé. Az ásvány felfedezése különlegességnek számít, mivel magyar tudósokról ritkán neveznek el ásványokat, és ez az első ismert karbonátos uránásvány, amely egyszerre tartalmaz nátriumot és magnéziumot. A típuspéldány jelenleg a Los Angeles-i Természettudományi Múzeumban található.

## Előfordulása
A leószilárdit másodlagos ásványként jön létre, vagyis uránérc oxidációja során, a levegő és a víz hatására képződik a bányajáratok falán. Felfedezése a Carbon Mineral Challenge (CMC) program keretében történt, amelynek célja a ritka karbonátásványok felkutatása volt. A Markey-bányában, egy szénben gazdag rétegben, ősi patak által lerakott üledékben találták meg, ahol a talajvíz reakcióba lépett az uraninittel, így hozva létre a leószilárditot és más ásványokat.
Magyarországi előfordulása nem ismert.

## Szerkezete, tulajdonságai
A leószilárditot a természetben először fellelt nátrium- és magnéziumtartalmú uranil-karbonát ásványként tartják számon. Képlete: Na₆Mg(UO₂)₂(CO₃)₆·6H₂O. Kristályszerkezete monoklin rendszerű, a Mohs-féle keménységi skálán értéke 2, tehát igen puha ásvány. Színe halványsárga, kristályai pengeszerűek, legfeljebb 0,2 mm hosszúságúak, gyakran aggregátumokat alkotnak. A leószilárdit vízben jól oldódik, törése egyenetlen, tökéletesen hasad a {001} kristálysíkon.
Az ásvány optikai tulajdonságai közé tartozik a fehér színű karc, valamint a gyenge gyöngyházfény. Kémiailag magnéziumot, nátriumot, uránt, szenet, oxigént és hidrogént tartalmaz.